# كلاتة نو (ألقورات)
کلاتة نو (بالفارسية: کلاته نو) هي مستوطنة تقع في إيران في قسم شاخنات الريفي. يقدر عدد سكانها بـ 40 نسمة بحسب إحصاء 2016.